# Římskokatolická farnost Všejany
Římskokatolická farnost Všejany je zaniklé územní společenství římských katolíků ve Všejanech a okolí. Organizačně spadalo do nymburského vikariátu, který byl jedním z vikariátů litoměřické diecéze. Nymburský vikariát zanikl v rámci změn hranic diecézí ke 31. květnu 1993 a farnost byla začleněna do pražské arcidiecéze do staroboleslavského vikariátu.

## Kostely a kaple na území farnosti
| Fotografie | Kostel                   | Místo   | Zeměpisné souřadnice             |
| ---------- | ------------------------ | ------- | -------------------------------- |
|            | Kostel sv. Jana Křtitele | Všejany | 50°15′22″ s. š., 14°57′17″ v. d. |

Ve farnosti se nacházely také další drobné sakrální stavby a pamětihodnosti.

## Historie farnosti
Farnost byla v místě od roku 1384. Zanikla od 1. ledna 2006, kdy se stala součástí farnosti Nymburk.